# AmaZulu FC (Zimbabwe)
El AmaZulu FC fue un equipo de fútbol de Zimbabue que alguna vez jugó en la Liga Premier de Zimbabue, la máxima categoría de fútbol en el país.

## Historia
Fue fundado en el año 1996 en la ciudad de Bulawayo, consiguiendo el ascenso a la Liga Premier de Zimbabue en su temporada de debut.
En su año de debut en la máxima categoría, tuvo la curiosidad http://rsssf.com/tablesz/zimb03.htmlde (enlace roto disponible en Internet Archive; véase el historial, la primera versión y la última). que el club se rehusaba a que le programaran los partidos los días sábado porque su director deportivo Delma Lupepe era miembro de la Iglesia Adventista del Séptimo Día. En la temporada 2003 consiguió su logro más importante, el cual fue el título de la Liga Premier de Zimbabue, solo con un punto de ventaja sobre el Highlanders FC.
Gracias a ese título, el club participa por primera y única vez en una competición internacional, en la Liga de Campeones de la CAF 2004, donde fue eliminado en la primera ronda por el Petro Atlético de Angola.
En la temporada 2005 el club termina en el 15º lugar, con lo que por regla desciende de categoría, pero en lugar de eso, el club desaparece.

## Palmarés
- Liga Premier de Zimbabue: 1

2003
- Primera División de Zimbabue: 1

1996
- Trofeo Independencia de Zimbabue: 1

1999
- Trofeo Madison: 1

2002
- OK Grand Challenge: 1

2002

## Participación en competiciones de la CAF
| Temporada | Torneo                      | Ronda      | Club           | Casa | Visita | Global |
| --------- | --------------------------- | ---------- | -------------- | ---- | ------ | ------ |
| 2004      | Liga de Campeones de la CAF | Preliminar | Maxaquene      | 3-1  | 4-3    | 7-4    |
| 2004      | Liga de Campeones de la CAF | 1          | Petro Atlético | 0-0  | 1-2    | 1-2    |